# الصرفة (ردفان)

تعديل مصدري - تعديل

الصرفة هي إحدى قرى عزلة الحبيلين بمديرية ردفان التابعة لمحافظة لحج، بلغ تعداد سكانها 96 نسمة حسب تعداد اليمن لعام 2004.